# Niclas von Abensberg
Niclas von Abensberg (auch Nikolaus von Abensberg; * 1441; † 28. Februar 1485 bei Freising) war ein deutscher Ritter.

## Leben

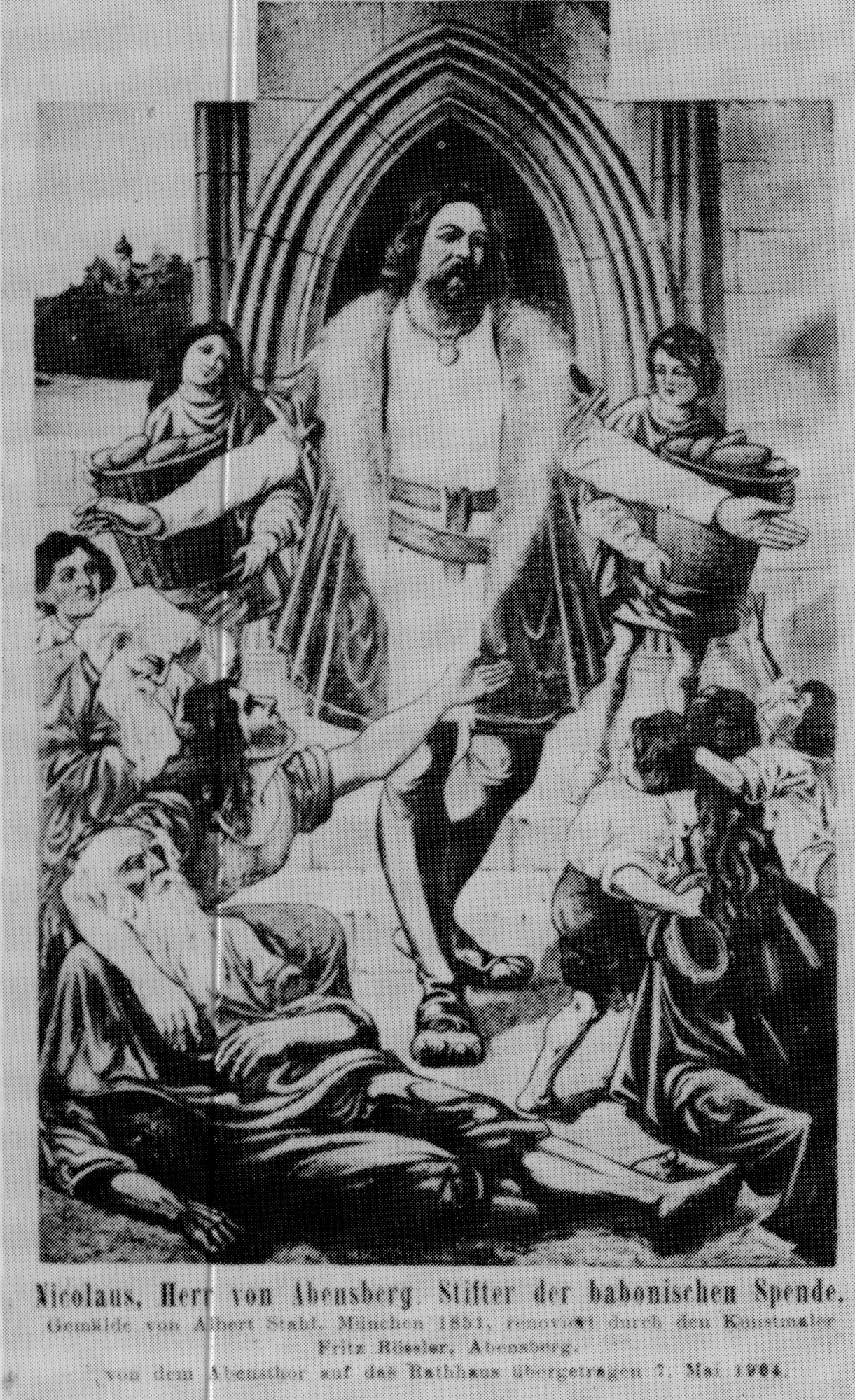
Babonenspende

Niclas entstammte dem alten bayerischen Adelsgeschlecht der Abensberger. Seine Eltern waren Graf Johann III. von Abensberg und dessen Ehefrau Elsa Törringer.
In seiner Jugend kam Niclas an das Hoflager Herzog Ludwigs des Reichen von Bayern-Landshut. Zeitgenössische Quellen schildern ihn als mutig und geschickt im Waffenhandwerk. Niclas nahm an vielen Landesturnieren teil; in der Schlacht bei Giengen (Giengen an der Brenz) 1462 zeichnete er sich aus. Er hatte die Aufsicht über Graisbach, Riedenburg und Kelheim.
Noch heute wird alljährlich in seiner Geburtsstadt Abensberg seiner gedacht, da er einmal im Jahr eine Almosenausgabe an Arme stiftete, die bis ins 19. Jahrhundert Bestand hatte. Vergessen wird hingegen, dass Niclas 1450 alle Juden aus seinen Ländereien vertrieb und die Synagoge von Abensberg zerstören ließ.
Beim Landesteilungsstreit zwischen Albrecht IV. von Bayern-München und seinem jüngeren Bruder Christoph ergriff Niclas Partei für den Ersteren und nahm Christoph 1471 gefangen. Der Streit zwischen den Brüdern wurde zunächst beigelegt, brach aber 14 Jahre später wieder aus. Auch diesmal führte Niclas von Abensberg das Heer Albrechts IV. gegen Christoph und eroberte die Städte Päl, Weilheim und Landsberg. Bei Freising geriet er in einen Hinterhalt und wurde gefangen genommen. In der Gefangenschaft wurde er von einem Knappen erstochen.
Niclas’ Ehefrau Martha († 1486) entstammte dem Geschlecht der Grafen von Werdenberg. Das Paar hatte keine überlebenden Kinder, daher starben die Grafen von Abensberg mit Niclas aus.
Aus dem Jahr 1461 ist ein Schmähbrief mit einem Schandbild Niclas’ von Abensberg überliefert: Das Bild zeigt den Grafen kopfüber an einem Galgen hängend und daneben sein gestürztes Wappen. Verfasserin des mit dem Bild als Einblattdruck vervielfältigten Schandbriefes war Benigna von Tanndorf.
Über dem Bild befindet sich die handschriftliche Zeile „Nicklaus herre zcu Abensperg ben ich genant / mein posheit macht mich weid bekannt.“; im Schmähbrief klagt Benigna von Tanndorf, dass Niclas ihr ihre „kleynet“, ihre Kleinode, also wohl Wertsachen, aus ihrer „behaussunge“, also ihrer Behausung oder Wohnung, auf diebische Weise entwendet habe. Dadurch sei ihr ein Schaden von 3000 Gulden entstanden, weswegen sie jeden warnen wolle vor Niclas „demselben verretischen plutferkeuffer und morders-poesswicht“.